# 㮾梨街道
㮾梨街道（或作“榔梨街道”）为湖南省长沙县所辖镇，位于浏阳河东岸，西面紧邻芙蓉区东岸乡、雨花区黎托乡，北与星沙镇接壤，东和黄花镇、干杉乡相邻，南和黄兴镇相连；总面积40平方公里，总人口30,279人（2000年人口普查）。辖5个村、3个社区，政府驻横街（原榔梨镇人民政府驻地）。

## 历史
㮾梨集镇始建于晋朝，镇内有1500余年历史的“陶公庙”。1992年被定为长沙市、县小城镇重点建设示范镇，1997年纳入长沙市中心城镇建设范畴，2001年被纳入长沙县“一区五园”的重点建设范畴，2004年被评为“长沙地区历史文化村镇”。
㮾梨镇在2004年村级区划调整前共有保家村、大元村、东塘村、樊塘村、红光村、金秋坝村、金托村、龙华村、梅托村、秋塘村、檀木桥村、土岭村和雨福村共计13个村，5个社区；村级区划调整后调整为4社区、5村。2008年8月，韶光社区划归芙蓉区东岸乡管辖，行政区划调整后，㮾梨镇行政区域面积、人口、所辖社区居委会个数，相应核减0.178平方公里（267.63亩）、0.19万人、1个社区。

## 区划
- 3个社区：土岭社区、大元社区、陶公庙社区；
- 5个村：金托村、花园村、保家村、三合村、龙华村。

## 经济
㮾梨为长沙县工业重镇，其经济指标列长沙县第一位，机械制造和汽车配套产品为传统工业。2000年全镇工农业总产值37.6亿元，固定资产总值突破15亿元，财政收入超过6000万元。产值过10亿元的企业有远大空调有限公司，过亿元的企业有㮾梨汽车车身厂、㮾梨汽车覆盖件厂、㮾梨平头车身厂等，过千万元的以上的企业有18家。㮾梨工业园为长沙县主要工业园区，规划面积4·3平方公里，许可的开发用地1050亩，入园企业达15家。

## 备注与来源
1. ↑  备注：“㮾梨”之“㮾”，音同“朗”（lǎng），原字应为、“朗”上“木”下，即应为“㮾梨”。因“㮾”字为偏字，政府公文多以“榔”代替，故“㮾梨镇”多被写作“榔梨镇”。
2. ↑  2008年湖南省乡镇行政区划调整公告：湘民行发[2008] 8号